# Loterie nationale (France)
Pour les articles homonymes, voir Loterie nationale.
La Loterie nationale française, créée par décret de l'article 136 de la loi de finances du 22 juillet 1933 dans le but de venir en aide aux invalides de guerre, aux anciens combattants et aux victimes de calamités agricoles,, était le plus important organisateur de loterie en France.

## Historique
La Loterie nationale française est la lointaine héritière de la Loterie royale de France qui fut gérée par l'Administration générale des loteries. 
Cette loterie voit le jour par décret, le 22 juillet 1933, pour venir en aide aux invalides de guerre, aux anciens combattants et aux victimes de calamités agricoles.
 Son premier tirage a lieu au Trocadéro à Paris le 7 novembre 1933, devant une foule de cinq mille personnes ; son premier gagnant, Paul Bonhoure, empoche la somme de 5 000 000 de francs (correspondant à 3,3 millions d'euros de 2013). L'heureux détenteur du numéro 18414 de la série H, marié, 50 ans, coiffeur à Tarascon, lègue son salon de coiffure à son assistant et se rend acquéreur d'une grosse voiture et d'une propriété de plus de cinquante hectares près de Beaucaire où s'écoule le reste de son existence,,,. La nouvelle résidence de Paul Bonhoure, connue de tous, est accablée de courriers de gens peu scrupuleux. Les gagnants suivants seront plus discrets sur leurs coordonnées.
Les deux gagnants suivants, en décembre 1933, Monsieur Ribière (orthographe à vérifier), charbonnier à Avignon, et, en janvier 1934, Monsieur Raynaud (orthographe à vérifier), boulanger à Cavaillon, seront également fortement médiatisés.

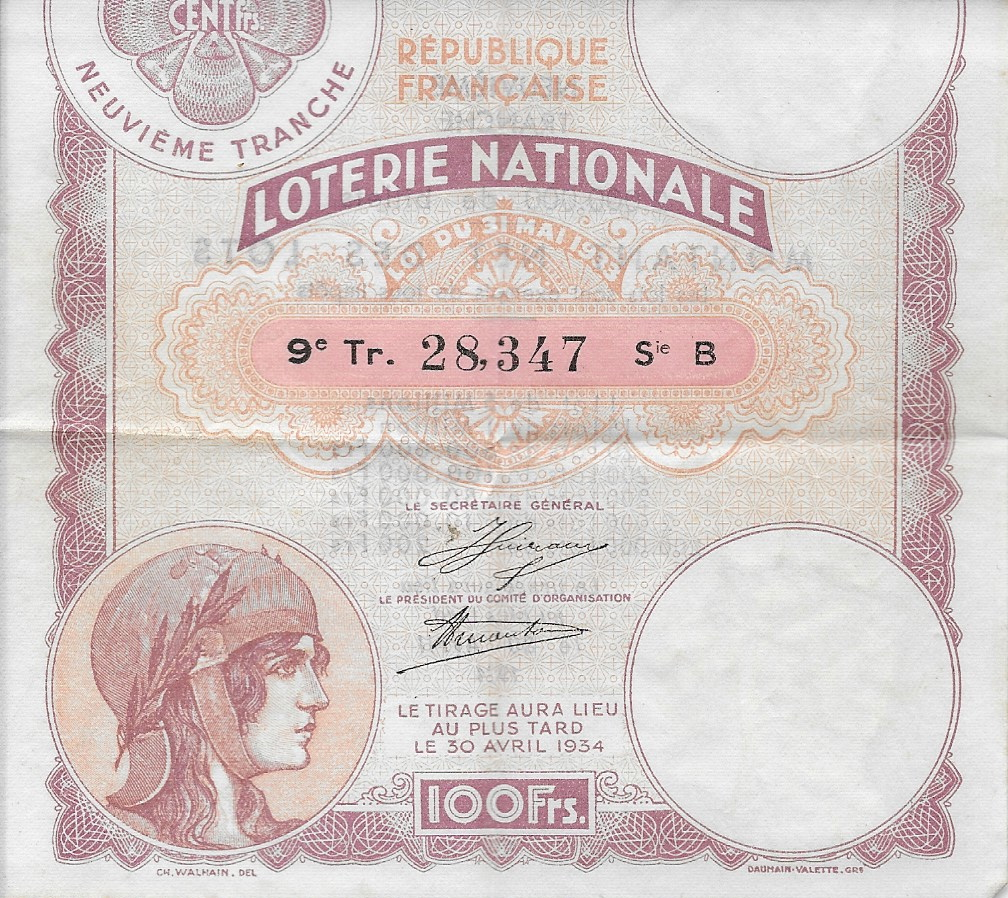
Billet de loterie de 1934.

Les premiers billets se vendent 100 F et, à partir de 1934, apparaissent des billets de Loterie nationale correspondant aux 1/5e et 1/10e du billet entier (pour une valeur de 50 F et 10 F) qui portent le même numéro.
Ce système de fractionnement ouvre la loterie à une plus large clientèle et à de nombreuses associations qui se lancent dans le métier d'émetteur, comme les associations d’anciens combattants et les gueules cassées dès 1935.
La Loterie est reconduite chaque année par les lois de finances successives. Le décret-loi du 12 novembre 1938 qui stigmatisait le « grave danger d’ordre moral des jeux » menace son existence mais les associations d’anciens combattants parviennent à la faire maintenir. Malgré les pénuries de papier, l'irrégularité des trains, les défaillances postales ou les tracasseries des autorités allemandes pendant la Seconde Guerre mondiale, les tirages de la loterie nationale se poursuivent salle Pleyel à Paris.

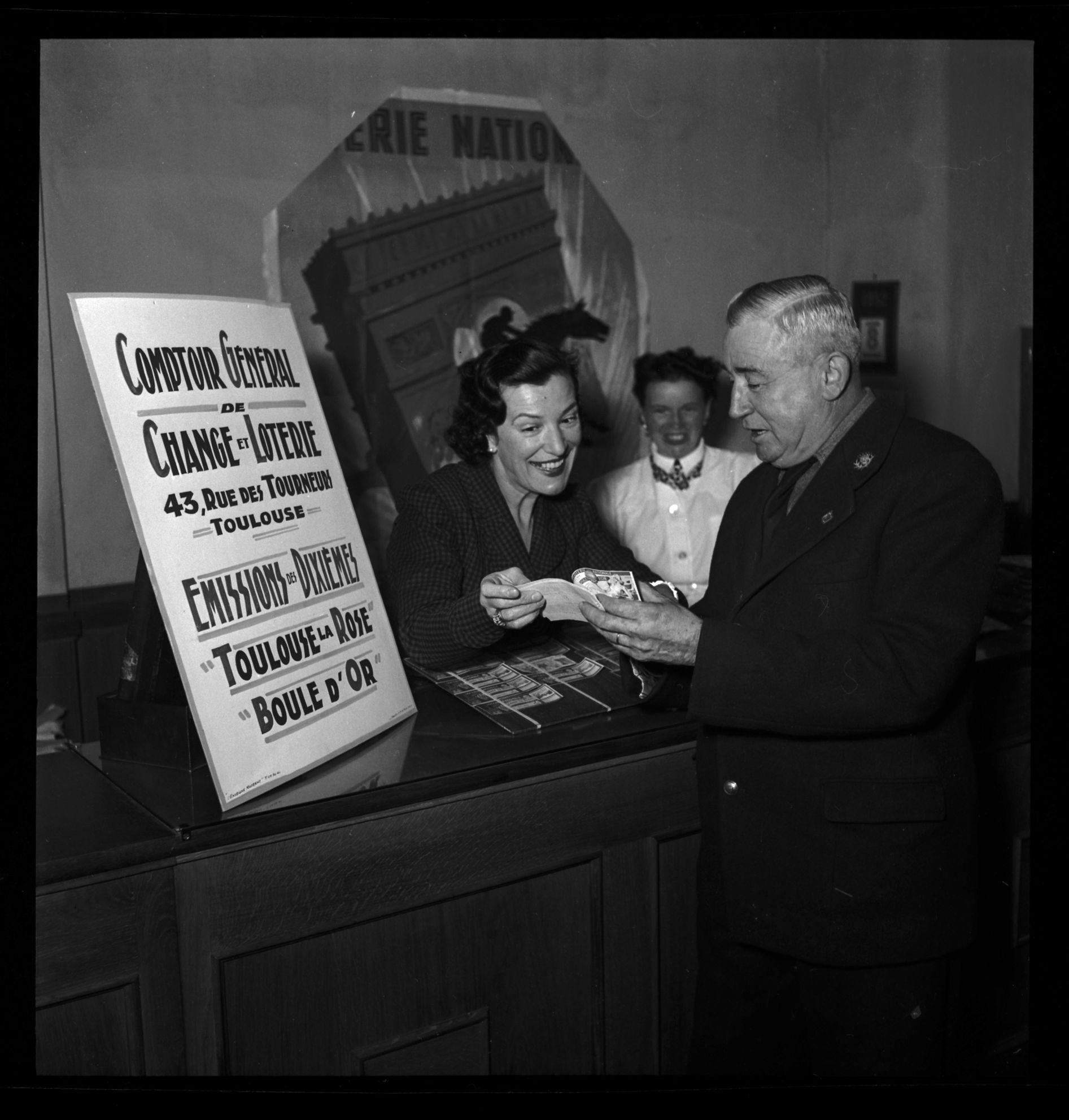
Jean Escudier, gardien chef du musée des Augustins de Toulouse, gagnant de la loterie en 1952.

Après la guerre, le tirage devient hebdomadaire. Des tranches spéciales apparaissent à la Saint-Valentin, la fête des Mères et le vendredi 13. Sévèrement concurrencés par le tiercé créé en 1954, les émetteurs se regroupent en 1974 au sein d’un groupement d'intérêt économique pour lancer deux ans plus tard un nouveau jeu, le Loto, désormais organisé par la Française des jeux, héritière de la Loterie nationale.